# Daniel García Pintos
Daniel García Pintos es un político uruguayo que hoy integra el partido Cabildo Abierto. Fue diputado del partido Colorado durante cuatro legislaturas.

## Biografía
Militante de derecha en los años 1960, acompañó a Pacheco y a Bordaberry. Integró además la Juventud Uruguaya de Pie (JUP). Se define como «demócrata, derechista y anticomunista».
A inicios de la década de 1980, se puso al frente del programa radial Tiempo Económico en CX 36 Radio Centenario; desde el mismo, ofreció una vía de comunicación alternativa para que dirigentes políticos de todos los sectores democráticos se expresasen. Dicho espacio radial duró tres años.
Fue miembro fundador en 1983 y primer Presidente de la Liga Uruguaya de Defensa del Consumidor (LIDECO).
De cara a las elecciones de 1984, adhirió al sector del diputado Washington Cataldi, resultando electo edil por el departamento de Montevideo para el periodo 1985-1990.
En 1989 se integra a la Cruzada 94 de Pablo Millor; es electo diputado para el periodo 1990-1995. Reelecto para el periodo 1995-2000, posteriormente se separa de la Cruzada 94. Para las elecciones de 1999 se acerca a la Lista 15, por la cual fue elegido para los periodos 2000-2005 y 2005-2010.
Característico de su accionar político es un estilo frontal y no exento de polémica en sus declaraciones. Además, es famoso por las pintadas en los muros de Montevideo, firmadas «Brigada Palo y Palo'»'.
En 2006 presentó un proyecto de ley para resarcir económicamente a los familiares de aquellas personas civiles e integrantes del ejército y de la policía que perdieron su vida a causa de los atentados terroristas perpetrados por la sedición. Dicho proyecto fue aceptado por el gobierno de Tabaré Vázquez, en una decisión que muchos políticos de izquierda criticaron.
En febrero de 2009 se asoció con el excomandante en jefe del Ejército Raúl Mermot y presentaron la agrupación política Identidad Oriental, Lista 1811, con la cual apoyaron al precandidato presidencial José Amorín en las elecciones internas de junio.
En los comicios de octubre de 2009, García Pintos encabezó la plancha a diputados de la Lista 15 por Montevideo, sin resultar reelecto.
De cara a las elecciones legislativas de 2019, García Pintos acompañó a Cabildo Abierto.